# Плесо (Великоустюгский район)
Плесо — деревня в Великоустюгском районе Вологодской области.
Входит в состав Орловского сельского поселения, с точки зрения административно-территориального деления — в Орловский сельсовет.
Расстояние по автодороге до районного центра Великого Устюга — 80 км, до центра муниципального образования Чернево — 5 км. Ближайшие населённые пункты — Березовка, Бобыкино, Дружково.
По переписи 2002 года население — 6 человек.